# Blindia campylopodioides
Blindia campylopodioides är en bladmossart som beskrevs av Hugh Neville Dixon och Badhwar 1938. Blindia campylopodioides ingår i släktet blindior, och familjen Seligeriaceae. Inga underarter finns listade i Catalogue of Life.